# Pocahontas (película)
Pocahontas es una película de animación tradicional realizada por Walt Disney Feature Animation y Walt Disney Pictures estrenada en 1995, dirigida por Mike Gabriel y Eric Goldberg con una banda sonora a cargo de Alan Menken. La película se inspira en la historia de un marinero y soldado llamado John Smith y de una princesa indígena de la tribu de los nativos norteamericanos llamada Matoaka a la cual todos conocían como "Pocahontas" que se traducía a «aquella que se divierte con cualquier cosa», ocurrida en el año 1607. Es la trigésima tercera (33) película en el canon de Walt Disney Animation, y la sexta en la etapa del Renacimiento de Disney. Fue el primer "biopic" del departamento animado de Walt Disney Pictures, recibiendo críticas polarizadas principalmente debido a su poca fiabilidad histórica y su trama desigual.
Su estreno oficial en Estados Unidos fue el 23 de junio de 1995.

## Argumento
En el Londres de 1607 un barco de colonos ingleses emprende rumbo hacia el Nuevo Mundo en busca de glorias y riquezas. En la nave va el Capitán John Smith junto a otros colonos. Por su parte, Pocahontas, hija del jefe indígena Powhatan, se siente decepcionada con su destino cuando su padre la compromete con Kocoum, uno de los guerreros más fuertes de la tribu. La joven y sus dos mejores amigos Meeko, un mapache hambriento, y Flit, un colibrí testarudo, va a pedirle un consejo a la Abuela Sauce, un árbol milenario que posee poderes mágicos y sabiduría (y que ya había sido la guía espiritual de su madre, fallecida años atrás); así mismo, le cuenta que durante todas noches se le repite un sueño, en donde veía una flecha que giraba y giraba, y de pronto se detenía apuntando una dirección.
Cuando el barco llega, los nativos notan la llegada de los extraños y se preparan para atacarlos, por su parte los ingleses están preparados ante cualquier sublevación indígena. El Gobernador Ratcliffe, sin hacerse demorar, manda a los tripulantes a cavar para encontrar oro. Smith, ante la curiosidad por la nueva tierra, va de inmediato a recorrer. Ahí se encuentra con Pocahontas. Luego acuerdan juntarse de nuevo. Los indígenas espían a los ingleses, que al ser descubiertos por Ratcliffe, les dispara y le alcanza a Namutak, hombre guerrero que Kocoum lleva al río para ver lo que tramaban.  
Mientras tanto la tribu pide refuerzos para derrotar a los colonos. Pocahontas intenta evitar la guerra y habla con su padre. Por el lado de los ingleses, Ratcliffe decide enlistar a sus hombres para la guerra. John Smith, al igual que Pocahontas, trata de oponerse diciendo que son gente pacífica. Los protagonistas se reúnen en el lugar acordado. Pocahontas y John se dan un beso, y Kocoum los ve juntos, con lo cual se envidia por eso y decide atacar a John. Thomas, uno de los colonos que había seguido a John, le dispara a Kocoum, matándole en el acto. Los indígenas culpan a Thomas por eso, por lo que John le dice que corra. Los indígenas toman como prisionero a John y llegan al acuerdo de matarlo al amanecer. Thomas informa todo esto a Ratcliffe, quien sin pensarlo decide atacar al alba.
Pocahontas va a hablar con la Abuela Sauce. Durante este suceso el mapache le pasa a Pocahontas la brújula de John y la abuela Sauce le dice: «Es la flecha de tu sueño, ya sabes cuál es tu camino, ahora ¡Síguelo!»
Al amanecer, Pocahontas decide evitar la muerte de John, y cuando estaba a punto de ser ejecutado por su padre, ella se pone frente a él y dice: «No, si lo matas, tendrás que matarme a mí también» (ésta escena está basada en la verdadera historia de Matoaka). Muy pronto el jefe Powhatan anuncia que su hija ha hablado con sabiduría mayor que su edad, los ingleses y miembros de la tribu empiezan a bajar las armas y liberan a John. Ratcliffe cree que es una trampa y le dispara al padre de Pocahontas, John lo empuja para evitar que reciba el impacto y la bala le llega a él terminando gravemente herido, tras ello Thomas y los demás colonos acusan a Ratcliffe por la acción y lo arrestan.
Los colonos deciden volver a Inglaterra para que John se recupere. Este le pide a Pocahontas que lo acompañe, pero ella ya había elegido su camino y se queda en la tribu. Pocahontas y John se besan por última vez y se dicen adiós, posteriormente viendo Pocahontas cómo se aleja el barco de los colonos.

## Premios
- 1995
  - Annie[8]
    - Best Animated Feature
    - Best Individual Achievement for Animation
    - Best Individual Achievement for Music in the Field of Animation
    - Best Individual Achievement for Production Design in the Field of Animation

  - EMA -  Feature Film
- 1996
  - Artios - Best Casting for Animated Voiceover
  - ASCAP
    - Most Performed Songs from Motion Pictures
    - Top Box Office Films

  - BMI Film & TV Awards - BMI Film Music
  - Globos de Oro - Mejor Canción por "Colors of the Wind"
  - Golden Screen - ¿?
  - Golden Reel - Best Sound Editing - Music Animation
  - Grammy - Best Song Written Specifically for a Motion Picture or for Television
  - Oscar[9]
    - Mejor banda sonora
    - Mejor Canción por "Colors of the Wind"

## Reparto
| Personaje            | Actor/Actriz original Estados Unidos   | Actor/Actriz de doblaje · México                         | Actor/Actriz de doblaje · España         |
| -------------------- | -------------------------------------- | -------------------------------------------------------- | ---------------------------------------- |
| Pocahontas           | Irene Bedard Judy Kuhn (canciones)     | Nathalia Hencker Susana Zabaleta (canciones)             | Marta Barbara Gema Castaño (canciones)   |
| John Smith           | Mel Gibson                             | Rodolfo Vargas Javier Pontón y Beto Castillo (canciones) | Jordi Brau Tony Cruz (canciones)         |
| Gobernador Ratcliffe | David Ogden Stiers                     | Guillermo Romano                                         | Miguel Ángel Jenner                      |
| Meeko                | John Kassir                            | John Kassir                                              | John Kassir                              |
| Powhatan             | Russell Means Jim Cummings (canciones) | Pedro D'Aguillon Moisés Palacios (canciones)             | Enric Arredondo Juan Canovas (canciones) |
| Thomas               | Christian Bale                         | Moisés Palacios                                          | Angel de Gracia                          |
| Abuela Sauce         | Linda Hunt                             | Rocío Garcel                                             | Marta Martorell                          |
| Percy                | Danny Mann                             | Danny Mann                                               | Danny Mann                               |

## Estrenos internacionales
| País                                                                          | Fecha de estreno                  |
| ----------------------------------------------------------------------------- | --------------------------------- |
| Alemania                                                                      | Jueves 16 de noviembre de 1995    |
| Argentina                                                                     | Jueves 13 de julio de 1995        |
| Australia                                                                     | Jueves 24 de agosto de 1995       |
| Austria                                                                       | Viernes 17 de noviembre de 1995   |
| Bélgica                                                                       | Miércoles 22 de noviembre de 1995 |
| Belice · Costa Rica · El Salvador · Guatemala · Honduras · Nicaragua · Panamá | Viernes 7 de julio de 1995        |
| Bolivia                                                                       | Jueves 20 de julio de 1995        |
| Brasil                                                                        | Viernes 30 de junio de 1995       |
| Bulgaria                                                                      | Viernes 8 de diciembre de 1995    |
| Chile                                                                         | Jueves 29 de junio de 1995        |
| Colombia                                                                      | Viernes 23 de junio de 1995       |
| Corea del Sur                                                                 | Sábado 1 de julio de 1995         |
| Croacia                                                                       | Jueves 16 de noviembre de 1995    |
| Dinamarca                                                                     | Viernes 24 de noviembre de 1995   |
| Egipto                                                                        | Lunes 4 de septiembre de 1995     |
| Eslovenia                                                                     | Jueves 23 de noviembre de 1995    |
| España                                                                        | Viernes 17 de noviembre de 1995   |
| Estados Unidos · Canadá                                                       | Viernes 23 de junio de 1995       |
| Filipinas                                                                     | Miércoles 11 de octubre de 1995   |
| Finlandia                                                                     | Viernes 1 de diciembre de 1995    |
| Francia                                                                       | Miércoles 22 de noviembre de 1995 |

| País                         | Fecha de estreno                |
| ---------------------------- | ------------------------------- |
| Grecia                       | Viernes 1 de diciembre de 1995  |
| Hong Kong                    | Jueves 6 de julio de 1995       |
| Hungría                      | Jueves 30 de noviembre de 1995  |
| India                        | Viernes 22 de diciembre de 1995 |
| Indonesia                    | Martes 27 de junio de 1995      |
| Israel                       | Viernes 16 de junio de 1995     |
| Italia                       | Viernes 24 de noviembre de 1995 |
| Japón                        | Sábado 22 de julio de 1995      |
| Malasia                      | Jueves 26 de octubre de 1995    |
| México                       | Viernes 30 de junio de 1995     |
| Noruega                      | Viernes 1 de diciembre de 1995  |
| Nueva Zelanda                | Viernes 4 de agosto de 1995     |
| Países Bajos                 | Jueves 23 de noviembre de 1995  |
| Perú                         | Viernes 14 de julio de 1995     |
| Polonia                      | Viernes 17 de noviembre de 1995 |
| Portugal                     | Viernes 24 de noviembre de 1995 |
| Reino Unido Irlanda          | Viernes 6 de octubre de 1995    |
| República Checa · Eslovaquia | Jueves 7 de diciembre de 1995   |
| Rumania                      | Viernes 8 de diciembre de 1995  |
| Singapur                     | Jueves 9 de noviembre de 1995   |
| Sudáfrica                    | Viernes 23 de junio de 1995     |
| Suecia                       | Viernes 17 de noviembre de 1995 |
| Suiza                        | Viernes 17 de noviembre de 1995 |
| Tailandia                    | Viernes 13 de octubre de 1995   |
| Taiwán                       | Sábado 15 de julio de 1995      |
| Turquía                      | Viernes 19 de enero de 1996     |
| Uruguay                      | Viernes 23 de junio de 1995     |
| Venezuela                    | Miércoles 5 de julio de 1995    |

## Ediciones en Video
| Año  | Lanzamiento |
| ---- | --- |
| 1996 | VHS Pocahontas |
| 2000 | DVD Pocahontas, Colección de Clásicos de Oro                                                                                     |
| 2005 | DVD Pocahontas, Edición 10° Aniversario 2 Discos (sólo en EUA)                                                                   |
| 2012 | Blu Ray Pocahontas (anuncio aparecido en folleto adjunto en Blu Ray El Rey León distribuido en Latinoamérica en octubre de 2011) |